# Ericus Erici Helsingius
Ericus Erici Helsingius, född i Hälsingland, död 29 december 1612 i Riddarholmens församling, Stockholm, var en svensk präst.

## Biografi
Ericus Helsingius föddes i Hälsingland. Han blev 20 mars 1612 predikant i Gråbrödraklostret i Stockholm. Helsingius förde under en tid protokollen åt Stockholms konsistorium. Han avled 1612 i Riddarholmens församling.
Hovpredikant hos hertig Karl av Södermanland. Han finns representerad i de svenska psalmböckerna från 1695 och 1819 med översättningen av minst ett verk (1819 nr 233).

### Familj
Helsingius var gift med Ingrid.

## Psalmer
- Hav tålamod, var from och god (81695 nr 263, 1819 nr 233).